# Gedida
| Оценки критиков  | Оценки критиков |
| Источник         | Оценка          |
| ---------------- | --------------- |
| Allmusic         | ссылка          |
| Pitchfork Media  | (6.4/10) ссылка |
| Robert Christgau | (A−)            |

Gedida — третий студийный альбом бельгийской певицы Наташи Атлас, вышедший в 1999 году. На Ближнем Востоке альбом был выпущен под названием Guzouri с дополнительными композициями.

## Список композиций
1. «Mon Amie La Rose» — 4:47
2. «Aqaba» — 4:37
3. «Mistaneek» — 4:15[1]
4. «Bahlam» — 4:32
5. «Ezzay» — 5:18
6. «Bastet» — 6:17
7. «The Righteous Path» — 6:48
8. «Mahlabeya» — 3:29
9. «Bilaadi» — 6:18
10. «Kifaya» — 8:59
11. «One Brief Moment» — 5:27

Ближневосточная версия
1. «Aqaba» — 4:37
2. «Mistaneek» — 4:15
3. «Bahlam» — 4:32
4. «Ezzay» — 5:18
5. «Kifaya» — 8:59
6. «Mon Amie La Rose» — 4:46
7. «Bilaadi» — 5:49
8. «One Brief Moment» — 5:30
9. «Feres» — 7:37

## Чарты
| Чарт (1999)            | Высшая позиция |
| ---------------------- | -------------- |
| French Albums Chart    | 19             |
| Norwegian Albums Chart | 37             |